# L'ottava meraviglia
L'ottava meraviglia è un brano musicale interpretato dal cantautore italiano Ron, che l'ha presentato in gara in occasione del Festival di Sanremo 2017.
La canzone è stata scritta da Rosalino Cellamare, Mattia Del Forno, Francesco Caprara e Emiliano Mangia ed è inserita nella riedizione dell'album La forza di dire sì.

## Tracce
- Download digitale

1. L'ottava meraviglia – 3:16